# Nysz
Nysz (ros. Ныш) – wieś w Rosji, w obwodzie sachalińskim, w rejonie noglickim. W 2010 liczyła 547 mieszkańców.